# Vicente Enrique y Tarancón
Vicente Enrique y Tarancón (Burriana, Castellón, 14 de mayo de 1907-Almazora, 28 de noviembre de 1994) fue un cardenal español, famoso por sus disputas con el régimen franquista y reconocido, posteriormente, por su papel conciliador durante la Transición española al frente de la Conferencia Episcopal.  Fue miembro de la Real Academia Española.

## Biografía

### Inicio y presbiterado
Hijo de una familia de labradores de Burriana (Castellón), estudió en el seminario de Tortosa, donde fue ordenado sacerdote el 1 de noviembre de 1929; se doctoró en Teología por la Universidad Pontificia de Valencia. Primero fue coadjutor y organista de la parroquia de Vinaroz; en 1931, a principios de la Segunda República, el obispo de Tortosa lo destinó temporalmente a la Casa del Consiliario en Madrid para participar en la campaña itinerante de promoción de Acción Católica; estalló entonces la Guerra Civil, y Tarancón escribió La nueva forma del apostolado seglar (Vigo, 1937), donde afirmaba:

La Acción Católica, como la Iglesia, teniendo un carácter eminentemente religioso, no puede confundirse con una actividad de orden humano y político; siendo por su naturaleza lazo de unión entre todos los católicos, no puede confundirse con una actividad que, lejos de unirlos, es causa de su división. Es necesario, pues, que prácticamente aparezca la Acción Católica separada de todo partido, para que nadie pueda confundirlas.
 La nueva forma del apostolado seglar (pág. 75)

Durante la guerra civil española la Iglesia católica española apoyó mayoritariamente el golpe militar contra la Segunda República; en 1938, tras la toma de Vinaroz por parte de las tropas nacionales, Tarancón volvió a dicha ciudad como párroco y arcipreste, y de allí pasó al arciprestazgo de Villarreal en julio de 1943.

### Episcopado
Fue nombrado obispo de la pequeña diócesis de Solsona a los treinta y ocho años, en 1945: el más joven de la España de entonces. La publicación en 1950 de la pastoral social El pan nuestro de cada día dánosle hoy contra el estraperlo (mercado negro) le hizo caer en desgracia ante miembros de la clase política, que se enriquecían con esta práctica o con el manejo de las cartillas de racionamiento. Tal vez por esto su carrera eclesiástica permaneció estancada durante 18 años en esa misma diócesis. Como afirmó en sus memorias:

No me lo perdonaron. Alguien le preguntó al nuncio Cicognani cómo yo seguía en Solsona después de 18 años, y el nuncio respondió: 'Mira, hijo, hasta que los del Gobierno no digieran el pan...

Pese a ello, fue nombrado a mediados de los años 50 secretario de la Conferencia de Metropolitanos, antecesora de la Conferencia Episcopal Española; fue relator del Sínodo de Obispos en Roma; participó en el Concilio Vaticano II (1962-1965), durante el cual fue elegido el papa Pablo VI en 1963, quien habría de proteger su carrera desde entonces.
Su labor pastoral la continuó posteriormente en Oviedo, a donde pasó como arzobispo coadjutor de Francisco Javier Lauzurica y Torralba en marzo de 1964, en sustitución de Segundo García de Sierra y Méndez, nombrado arzobispo de Burgos. A la muerte de Lauzurica en abril del mismo año, le sucedió como arzobispo titular.
Se convirtió en arzobispo de Toledo en enero de 1969, cargo que llevaba ligado el título de Primado de España. Ese mismo año, en abril, Pablo VI le entregó el capelo cardenalicio. Aunque es tradición que en las sedes de importancia el prelado fuera elevado al cardenalato, no dejó de sorprender en los círculos integristas y políticos de la dictadura. En 1971, tras la muerte del arzobispo Casimiro Morcillo González, con el que mantenía amistad desde joven, fue nombrado administrador apostólico de la archidiócesis de Madrid. A finales de ese año, el papa lo designó como nuevo arzobispo, lo que creó malestar en la sede toledana, donde los arzobispos solían residir hasta su muerte. Cuando Tarancón tomó posesión de la sede madrileña, las autoridades de Toledo rehusaron participar del acto.

### Tardofranquismo y Transición
La muerte de Casimiro Morcillo hizo que tuviera que asumir la presidencia de la Conferencia Episcopal Española desde el fallecimiento de este hasta su elección ese mismo año. Su influencia se hizo notar a partir de entonces, siendo una figura trascendental durante la Transición de la dictadura franquista hacia la democracia. Durante el funeral del Almirante, Luis Carrero Blanco (1973), fue insultado al grito de «¡Tarancón, al paredón!», el ministro de Educación, Julio Rodríguez Martínez, le negó el saludo y tuvo que salir por la puerta trasera de la Iglesia de San Francisco el Grande para evitar agresiones [cita requerida].
En 1974 se desencadenó el Caso Añoveros. El obispo de Bilbao fue detenido por el régimen con el fin de mandarlo al exilio a causa de una pastoral. Tarancón buscó interceder ante el presidente Carlos Arias Navarro pero no lo consiguió. Sería su sucesor en la sede toledana, Marcelo González Martín, el que logró comunicarse con el Gobierno y frenar la expulsión.
A la muerte de Franco, el 20 de noviembre de 1975, sería también el cardenal de Toledo el que presidiría su funeral, menos crítico con el Gobierno que Tarancón.
Poco después, Tarancon presidió la misa del Espíritu Santo, celebrada en la iglesia de los Jerónimos tras la proclamación de don Juan Carlos I como rey (noviembre de 1975). Su homilía simbolizó la apertura de la Iglesia española a la democracia, facilitando el periodo conocido como transición, aunque sus palabras unidas a su apoyo a la Iglesia vasca hicieron que sus detractores lo etiquetasen de «rojo, un enemigo del Régimen y un compadre de los independentistas vascos» en el año 1978.
El cardenal Tarancón siguió desempeñando un importante papel conciliador durante la transición como presidente de la Conferencia Episcopal, cargo que ejerció desde 1971 hasta su sustitución por Gabino Díaz Merchán en febrero de 1981, al expirar su tercer mandato. La elección de Juan Pablo II en el segundo cónclave de 1978 supuso un cambio en el apoyo de la Santa Sede hacia las medidas adoptadas por Tarancón; mientras que Pablo VI mostró su apoyo a la separación progresiva de la Iglesia del régimen, Juan Pablo II fue muy crítico con la falta de protagonismo de la Iglesia. En 1982 Tarancón se reunió con el papa para presentarle su dimisión al cumplir los 75 años y el papa lo abroncó por las medidas que había tomado durante su mandato al frente de la Conferencia Episcopal. Poco después el papa viajó a España, días después de la victoria del PSOE en las elecciones generales. Poco después, Tarancón recibió por sorpresa la noticia de que había sido aceptada su dimisión.

### Retiro
Se retiró a su tierra natal, donde escribió Confesiones, sus memorias publicadas de forma póstuma en 1996. En ellas reflejó como intentó desligar a la Iglesia de la dictadura porque creía que la misma había pagado un precio moral por apoyar[cita requerida] al régimen que los ciudadanos no llegaron a perdonar nunca, según sus palabras. En el mismo libro afirmó que había llegado a tener la orden de excomunión del entonces jefe de Estado en el bolsillo.
Falleció en noviembre de 1994 en el Casa de la Salud de Valencia, a causa de una bronquitis crónica que había comenzado a empeorar en febrero de ese año. Fue enterrado en el crucero de la Colegiata de San Isidro, en Madrid.
Miembro del Consejo Valenciano de Cultura y Presidente de la Comisión de Promoción Cultural, fue miembro de la Real Academia Española desde 1969, ocupando el sillón b.

## Obras
- La nueva forma del apostolado seglar, Vigo, 1937.
- Renovación total de la vida cristiana (1954)
- Los seglares en la Iglesia (1958)
- Sucesores de los apóstoles (1960)
- La parroquia, hoy (1961)
- La Iglesia en el mundo de hoy (1965)
- El sacerdocio a la luz del concilio Vaticano II (1966)
- La crisis de fe en el mundo actual (1968)
- Liturgia y lengua del pueblo (1970).
- Unidad y pluralidad en la Iglesia (1970)
- Cartas a un cristiano (1987)
- Confesiones, 1996, memorias (póstumo).

## Televisión
- La vida del cardenal Tarancón fue llevada a televisión en una miniserie de dos capítulos titulada Tarancón, el quinto mandamiento (2011). Escrita y dirigida por Antonio Hernández, contó con la participación de más de 100 actores y 1000 figurantes, y se rodó en más de 50 localizaciones. Se estrenó en La 1 de Televisión española.[12] El papel protagonista fue interpretado por el actor José Sancho (y por Roger Coma en las escenas de su juventud).
- Tarancón. El quinto mandamiento (2011)
- Libro Tarancón. El quinto mandamiento. En 2010 se publicó una adaptación novelada del guion de Antonio Hernández y Jorge Galeano, con título homónimo, escrito por Fermín Cabal en la editorial Temas de Hoy.[13]